# Зим Зам
Зим Зам (англ. Zim Zum), настоящее имя Тимоти Майкл Линтон (англ. Timothy Michael Linton; род. 25 июня 1969, Чикаго) — американский рок-музыкант и композитор, бывший гитарист групп Life, Sex & Death и Marilyn Manson (1996—1998). Сейчас участвует в Pleistoscene и The Pop Culture Suicides.

## Биография

### Пребывание в Marilyn Manson
Самой высокой на данный момент точкой в музыкальной карьере Тимоти Линтона является сотрудничество с группой Marilyn Manson. Линтон был одним из 150 человек, из которых для прослушивания было отобрано только 15 кандидатур, рассматриваемых на замещение бывшего гитариста Marilyn Manson Дэйзи Берковица. По окончании отбора Линтон был приглашён в группу для совместного турне Dead to the World, которое состоялось в 1996—1997. Зим Зам впервые выступил с группой в городе Нью-Йорк в Irving Center. Первый совместный с Marilyn Manson клип — «The Beautiful People». Линтон, взяв себе сценический псевдоним Зим Зам, стал первым участником Marilyn Manson, который не использовал для сценического имени комбинацию имён секс-символов и фамилий серийных убийц. По словам Твигги Рамиреса этот псевдоним позаимствован из имени персонажа «Dungeons & Dragons», хотя Мэнсон утверждал, что сценическое имя Линтона ссылается на каббалистическое понятие цимцум.
Линтон принял участие в записи всех за исключением двух песен на альбоме Marilyn Manson «Mechanical Animals», который вышел в 1998 году. Причина его ухода из группы — решил начать сольную карьеру. Линтон покинул Marilyn Manson немногим раньше начала турне в поддержку одноимённого альбома. После этого на его место был взят Джон 5.